# Rambla Nogalte
La Rambla Nogalte és un curs d'aigua tributari del riu Guadalentí, afluent del Segura. S'origina en la Serra de les Estades, a Vélez-Rubio (Almeria, Andalusia) per a passar de seguida a la Múrcia, on travessa Puerto Lumbreras i la pedania llorquina de Jurado. La seua conca és de 139 km² i el seu llit és ampli i pedregós, a conseqüència de les grans avingudes que s'hi produeixen periòdicament.
El desbordament més gran del que es té notícia es va produir el 19 d'octubre de 1973, després de pluges de més de 300 mm que van provocar un cabal de 1.974 m³/s, 814 m³/s dels quals eren aport sòlid, cosa que va suposar un cabal específic de 14.200 l/s/km² provocant més de 50 morts a Puerto Lumbreras que va quedar arrasada per la inundació.